# Guettardeae
Guettardeae es una tribu de plantas perteneciente a la familia Rubiaceae.

## Géneros
Según wikispecies
- Antirhea - Chomelia - Guettarda - Timonius - Rogiera[1]

Según NCBI
- Allenanthus - Antirhea - Bobea - Chomelia - Cuatrecasasiodendron - Gonzalagunia - Guettarda - Guettardella - Hodgkinsonia - Javorkaea - Machaonia - Malanea - Neoblakea - Neolaugeria - Ottoschmidtia - Pittoniotis - Rogiera - Stenostomum - Timonius - Tinadendron[2]